# Natação nos Jogos Olímpicos de Verão de 2020 - 200 m medley masculino
A competição dos 200 m medley masculino da natação nos Jogos Olímpicos de Verão de 2020 foi disputada entre 28 e 30 de julho de 2021 no Centro Aquático, em Tóquio. Um total de 45 nadadores de 33 Comitês Olímpicos Nacionais (CON) participaram do evento.

## Qualificação
O tempo de qualificação olímpica ao evento foi de 1min59s67. Até dois nadadores por Comitê Olímpico Nacional (CON) poderiam se qualificar automaticamente nadando naquele tempo em um evento de qualificação aprovado. Por sua vez, o tempo de seleção olímpica foi de 2min03s26. Até um nadador por CON estaria elegível para a qualificação com esse tempo com sua entrada classificada em um ranking até que o número de participantes fosse atingido. CONs sem um nadador qualificado em qualquer evento poderiam obter seus lugares através das vagas de universalidade.

## Formato
A competição consiste em três rodadas: preliminares, semifinais e final. Os nadadores com os 16 melhores tempos nas baterias preliminares avançam as semifinais. Já os nadadores com os 8 melhores tempos nas semifinais avançam a final. Desempates (swim-offs) são utilizados conforme necessário para quebrar os empates de avanço a próxima rodada.

## Calendário
Horário local (UTC+9)
| Data                | Horário | Fase         |
| ------------------- | ------- | ------------ |
| 28 de julho de 2021 | 19:55   | Preliminares |
| 29 de julho de 2021 | 12:05   | Semifinais   |
| 30 de julho de 2021 | 11:15   | Final        |

## Medalhistas
| Ouro   | CHN Wang Shun          |
| Prata  | GBR Duncan Scott       |
| Bronze | SUI Jérémy Desplanches |

## Recordes
Antes desta competição, os recordes mundiais e olímpicos da prova eram os seguintes:
| Tipo | Atleta         | Tempo   | Local  | Data                 |
| ---- | -------------- | ------- | ------ | -------------------- |
|      | Ryan Lochte    | 1:54.00 | Xangai | 28 de julho de 2011  |
|      | Michael Phelps | 1:54.23 | Pequim | 15 de agosto de 2008 |

## Resultados

### Preliminares
Os nadadores com as 16 primeiras colocações, independente da bateria, avançam as semifinais.
| Pos. | Bateria | Raia | Nadador              | CON                                 | Tempo   | Notas            |
| ---- | ------- | ---- | -------------------- | ----------------------------------- | ------- | ---------------- |
| 1    | 6       | 4    | Michael Andrew       | USA Estados Unidos                  | 1:56.40 | Q                |
| 2    | 6       | 3    | Jérémy Desplanches   | SUI Suíça                           | 1:56.89 | Q                |
| 3    | 6       | 1    | Lewis Clareburt      | NZL Nova Zelândia                   | 1:57.27 | Q,               |
| 4    | 5       | 3    | Chase Kalisz         | USA Estados Unidos                  | 1:57.38 | Q                |
| 5    | 6       | 2    | Kosuke Hagino        | JPN Japão                           | 1:57.39 | Q                |
| 5    | 6       | 5    | Duncan Scott         | GBR Grã-Bretanha                    | 1:57.39 | Q                |
| 7    | 5       | 5    | Wang Shun            | CHN China                           | 1:57.42 | Q                |
| 8    | 5       | 6    | Alberto Razzetti     | ITA Itália                          | 1:57.46 | Q                |
| 9    | 4       | 4    | Mitch Larkin         | AUS Austrália                       | 1:57.50 | Q                |
| 10   | 4       | 7    | László Cseh          | HUN Hungria                         | 1:57.51 | Q                |
| 11   | 4       | 5    | Hugo González        | ESP Espanha                         | 1:57.61 | Q                |
| 12   | 3       | 7    | Tomoe Zenimoto Hvas  | NOR Noruega                         | 1:57.64 | Q,               |
| 13   | 4       | 3    | Philip Heintz        | GER Alemanha                        | 1:57.72 | Q                |
| 14   | 5       | 2    | Andrey Zhilkin       | ROC                                 | 1:57.94 | Q                |
| 15   | 4       | 2    | Matthew Sates        | RSA África do Sul                   | 1:58.08 | Q                |
| 16   | 5       | 4    | Daiya Seto           | JPN Japão                           | 1:58.15 | Q                |
| 17   | 4       | 1    | Finlay Knox          | CAN Canadá                          | 1:58.29 |                  |
| 18   | 5       | 1    | Léon Marchand        | FRA França                          | 1:58.30 |                  |
| 19   | 6       | 7    | Caio Pumputis        | BRA Brasil                          | 1:58.36 |                  |
| 20   | 6       | 6    | Hubert Kós           | HUN Hungria                         | 1:58.47 |                  |
| 21   | 4       | 8    | Gabriel Lopes        | POR Portugal                        | 1:58.56 |                  |
| 22   | 3       | 4    | Brendon Smith        | AUS Austrália                       | 1:58.57 |                  |
| 23   | 3       | 6    | Jacob Heidtmann      | GER Alemanha                        | 1:58.80 |                  |
| 24   | 5       | 8    | Andreas Vazaios      | GRE Grécia                          | 1:58.84 |                  |
| 25   | 2       | 5    | Vinicius Lanza       | BRA Brasil                          | 1:58.92 |                  |
| 26   | 4       | 6    | Qin Haiyang          | CHN China                           | 1:58.95 |                  |
| 26   | 3       | 1    | Ron Polonsky         | ISR Israel                          | 1:58.95 |                  |
| 28   | 6       | 8    | Alexis Santos        | POR Portugal                        | 1:59.32 |                  |
| 29   | 3       | 5    | Maxim Stupin         | ROC                                 | 1:59.39 |                  |
| 30   | 2       | 1    | Arjan Knipping       | NED Países Baixos                   | 1:59.44 | Recorde nacional |
| 30   | 2       | 4    | Gal Cohen Groumi     | ISR Israel                          | 1:59.44 |                  |
| 32   | 3       | 8    | Bernhard Reitshammer | AUT Áustria                         | 1:59.56 |                  |
| 33   | 3       | 3    | Danas Rapšys         | LTU Lituânia                        | 1:59.90 |                  |
| 34   | 5       | 7    | Joe Litchfield       | GBR Grã-Bretanha                    | 2:00.11 |                  |
| 35   | 2       | 6    | Apostolos Papastamos | GRE Grécia                          | 2:00.38 |                  |
| 36   | 2       | 7    | Tomas Peribonio      | ECU Equador                         | 2:00.62 |                  |
| 37   | 3       | 2    | Wang Hsing-hao       | TPE Taipé Chinês                    | 2:00.72 |                  |
| 38   | 2       | 2    | José Ángel Martínez  | MEX México                          | 2:01.34 |                  |
| 39   | 2       | 8    | Jarod Arroyo         | PUR Porto Rico                      | 2:01.92 |                  |
| 40   | 1       | 3    | Tyler Christianson   | PAN Panamá                          | 2:02.70 | Recorde nacional |
| 41   | 1       | 6    | Munzer Kabbara       | LBN Líbano                          | 2:03.08 | Recorde nacional |
| 42   | 2       | 3    | Raphaël Stacchiotti  | LUX Luxemburgo                      | 2:03.17 |                  |
| 43   | 1       | 4    | Keanan Dols          | JAM Jamaica                         | 2:04.29 |                  |
| 44   | 1       | 5    | Christoph Meier      | LIE Liechtenstein                   | 2:04.34 |                  |
| 45   | 1       | 2    | Tasi Limtiaco        | FSM Estados Federados da Micronésia | 2:07.69 |                  |

### Semifinais
Os nadadores com as 8 primeiras colocações, independente da bateria, avançam a final.
| Pos. | Bateria | Raia | Nadador             | CON                | Tempo   | Notas |
| ---- | ------- | ---- | ------------------- | ------------------ | ------- | ----- |
| 1    | 2       | 6    | Wang Shun           | CHN China          | 1:56.22 | Q     |
| 2    | 1       | 3    | Duncan Scott        | GBR Grã-Bretanha   | 1:56.69 | Q     |
| 3    | 1       | 8    | Daiya Seto          | JPN Japão          | 1:56.86 | Q     |
| 4    | 2       | 4    | Michael Andrew      | USA Estados Unidos | 1:57.08 | Q     |
| 5    | 1       | 4    | Jérémy Desplanches  | SUI Suíça          | 1:57.38 | Q     |
| 6    | 2       | 3    | Kosuke Hagino       | JPN Japão          | 1:57.47 | Q     |
| 7    | 2       | 5    | Lewis Clareburt     | NZL Nova Zelândia  | 1:57.55 | Q     |
| 8    | 1       | 2    | László Cseh         | HUN Hungria        | 1:57.64 | Q     |
| 9    | 1       | 6    | Alberto Razzetti    | ITA Itália         | 1:57.70 |       |
| 10   | 2       | 2    | Mitch Larkin        | AUS Austrália      | 1:57.80 |       |
| 11   | 2       | 7    | Hugo González       | ESP Espanha        | 1:57.96 |       |
| 12   | 1       | 5    | Chase Kalisz        | USA Estados Unidos | 1:58.03 |       |
| 13   | 2       | 1    | Philip Heintz       | GER Alemanha       | 1:58.13 |       |
| 14   | 2       | 8    | Matthew Sates       | RSA África do Sul  | 1:58.75 |       |
| 15   | 1       | 1    | Andrey Zhilkin      | ROC                | 1:59.05 |       |
| 16   | 1       | 7    | Tomoe Zenimoto Hvas | NOR Noruega        | 2:00.21 |       |

### Final
Os três nadadores mais rápidos na final conquistaram as medalhas.
| Pos. | Raia | Nadador            | CON                | Tempo   | Notas            |
| ---- | ---- | ------------------ | ------------------ | ------- | ---------------- |
| 01 ! | 4    | Wang Shun          | CHN China          | 1:55.00 | Recorde asiático |
| 02 ! | 5    | Duncan Scott       | GBR Grã-Bretanha   | 1:55.28 | Recorde nacional |
| 03 ! | 2    | Jérémy Desplanches | SUI Suíça          | 1:56.17 | Recorde nacional |
| 4    | 3    | Daiya Seto         | JPN Japão          | 1:56.22 |                  |
| 5    | 6    | Michael Andrew     | USA Estados Unidos | 1:57.31 |                  |
| 6    | 7    | Kosuke Hagino      | JPN Japão          | 1:57.49 |                  |
| 7    | 8    | László Cseh        | HUN Hungria        | 1:57.68 |                  |
| 8    | 1    | Lewis Clareburt    | NZL Nova Zelândia  | 1:57.70 |                  |

Legenda
| Recorde mundial      | Recorde mundial (World record)               |                       | Recorde africano                      | Recorde africano (African) |                                           | Q | Classificado por posição (Qualified) |
| Recorde olímpico     | Recorde olímpico (Olympic record)            | Recorde da América    | Recorde da América (Americas)         | q                          | Classificado por melhor tempo (Qualified) |   |                                      |
| Melhor marca do ano  | Melhor marca do ano (World leading)          | Recorde asiático      | Recorde asiático (Asian)              | DNS                        | Não largou (Did not start)                |   |                                      |
| Recorde nacional     | Recorde nacional (National record)           | Recorde europeu       | Recorde europeu (European)            | DNF                        | Não terminou (Did not finish)             |   |                                      |
| Recorde pessoal      | Recorde pessoal do atleta (Personal best)    | Recorde da Oceania    | Recorde da Oceania (Oceania)          | DSQ / DQ                   | Desclassificado (Disqualified)            |   |                                      |
| Recorde da temporada | Recorde da temporada do atleta (Season best) | Recorde sul-americano | Recorde sul-americano (South America) | NM                         | Sem marca (No mark)                       |   |                                      |